# When You’re Gone (песня The Cranberries)
«When You’re Gone» — песня ирландской рок-группы The Cranberries в жанре дрим-поп, третий сингл из альбома To the Faithful Departed (1996), выпущенный в ноябре 1996 года. В том же году был снят видеоклип, срежиссированный Карен Беллон (англ. Karen Bellone). Песня была впервые исполнена в 1994 году во время тура в США в поддержку альбома No Need to Argue. Записана во время сессий в студии Windmill Lane Studios в ноябре — декабре 1995 года.

## Оценки критиков
В целом альбом To the Faithful Departed получил негативные оценки критиков, однако многие отмечали, что «When You’re Gone» — одна из удавшихся песен альбома. Итальянский музыкальный критик Пьеро Скаруффи отметил песню, заметив однако, что она не добавляет ничего нового в репертуар группы. Критик ресурса Allmusic Нэд Раггет также назвал песню одной из лучших в альбоме, отметив щёлканье пальцами в стиле ретро 50-х. А критик Дэвид Браун, в своём обзоре назвавший To the Faithful Departed лучшим альбомом The Cranberries, ни разу не упомянул эту песню.

## Список композиций
Австралийский/европейский макси-сингл
1. «When You’re Gone» (отредактированное) — 4:33
2. «Free to Decide» (живая запись от 18 августа 1996 года) — 3:13
3. «Sunday» (живая запись от 18 августа 1996 года) — 3:22
4. «Dreaming My Dreams» (акустическая версия, живая запись от 31 января 1995 года) — 4:22
5. «Zombie» (акустическая версия, живая запись от 31 января 1995 года) — 4:30

Северно-американский макси-сингл
1. «When You’re Gone» (отредактированное) — 4:30
2. «Free to Decide» — 4:24
3. «Free to Decide» (живая запись от 18 августа 1996 года) — 3:20
4. «Cordell» — 3:39
5. «Zombie» (живая запись от 14 февраля 1995 года) — 4:53
6. «Zombie» (Camel Hump ремикс) — 7:56
7. Screensaver (мультимедия)

Европейский сингл
1. «When You’re Gone» (отредактированное) — 4:33
2. «I’m Still Remebering» (акустическая версия, живая запись от 31 января 1995 года) — 4:32

Северно-американский сингл
1. «When You’re Gone» — 4:55
2. «Free to Decide» — 4:24

CD промо
1. «When You’re Gone» (отредактированное) — 4:29
2. «When You’re Gone» — 4:55

## Позиции в чартах
| Страна         | Недель в чарте | Максимальная позиция |
| -------------- | -------------- | -------------------- |
| Австралия      | 2              | 40                   |
| Новая Зеландия | 6              | 23                   |
| Норвегия       | 20             | 4                    |
| Франция        | 8              | 26                   |
| Швеция         | 9              | 31                   |